# Zamczysko (Zamość)
Osiedle Zamczysko w Zamościu – jedna z szesnastu dzielnic (jednostek), na jakie podzielone jest miasto Zamość. Jest położona w jego południowej części.
Jest to jedna z największych zamojskich dzielnic, ale sama zabudowa stanowi niewielki udział w jej powierzchni, a skupia się w południowej części (skrzyżowanie ulic: Lipska i Źródlana), gdzie znajduje się niewielkie osiedle o tej samej nazwie. Zdecydowana przewaga przypada tu na domy jednorodzinne, poza którymi jest także kilka (6) bloków wielorodzinnych.
Główną ulicą tego osiedla, ul. Lipską, przebiega droga wojewódzka nr 849.
Nazwa tego niewielkiego osiedla jest związana z historią miasta. W I połowie XVII wieku znajdowała się tu letnia rezydencja Tomasza Zamoyskiego, II ordynata, jaka została zniszczona podczas najazdu Kozaków w 1648 roku. Obecnie w jej miejscu wznosi się niewielkie, sztucznie usypane wzgórze.
Nie funkcjonuje tu żaden obiekt oświaty. Podobnie w przypadku kościołów.
Bardzo duży udział w powierzchni tej dzielnicy przypada na tereny zielone i inne elementy środowiska przyrodniczego: znajduje się tu kilka ogrodów działkowych, rozległe łąki oraz jedyny w Zamościu las (komunalny). Występują tu zwierzęta chronione, takie jak m.in.: rzekotka drzewna, ślimak żółtawy, kumak czy traszki. Teren na wschód od zabudowy ul. Lipskiej po rzekę Łabuńkę zajmuje obszar specjalnej ochrony NATURA 2000 ("Dolina Górnej Łabuńki"), jaki ciągnie się od południowego wschodu i jest miejscem występowania ponad 20 gatunków ptaków, wśród których trzy posiadają swoje ostoje.
Ważniejsze obiekty na terenie tej dzielnicy to zalew miejski, miejsce przeznaczone do rekreacji i wypoczynku w mieście. Początkowo podzielony był groblą na dwa zbiorniki (północny przeznaczony na kąpielisko oraz południowy do hodowli ryb i wędkarstwa), o łącznej powierzchni ok. 18 ha. Powstał w latach 1961-63, choć jeszcze do I połowy XIX wieku znajdował się tu znacznie większy zbiornik wodny o nazwie Wielka Zalewa, jaki sięgał po południowe mury ówczesnego Zamościa. Współcześnie, po rozebraniu grobli w 2020 roku, na zalewie jest tylko jedna niewielka wyspa przeznaczona dla ptactwa.
W jej granicach, na północ od zalewu, mieści się Rotunda Zamojska, fragment dawnej twierdzy Zamość, jaka powstała w XIX wieku. Z rotundą wiąże się zwłaszcza okres II wojny światowej i hitlerowskiej okupacji, kiedy funkcjonowała jako miejsce aresztowań, a nawet egzekucji.
Fragment północnej granicy dzielnicy ciągnie się wzdłuż ulicy Szczebrzeskiej, przy której biegnie linia kolejowa ze stacją Zamość. Inne ważniejsze obiekty na terenie tej dzielnicy to m.in. kilka obiektów usługowych (motoryzacyjne, zajazd) przy głównej ulicy Lipskiej oraz kompleks pięciu pełnowymiarowych boisk trawiastych KS Hetman i strzelnica na zachód od zalewu. Do 2019 r. w budynku w lesie miejskim mieścił się dom dziecka (przeniesiony do innej siedziby). 

## Galeria

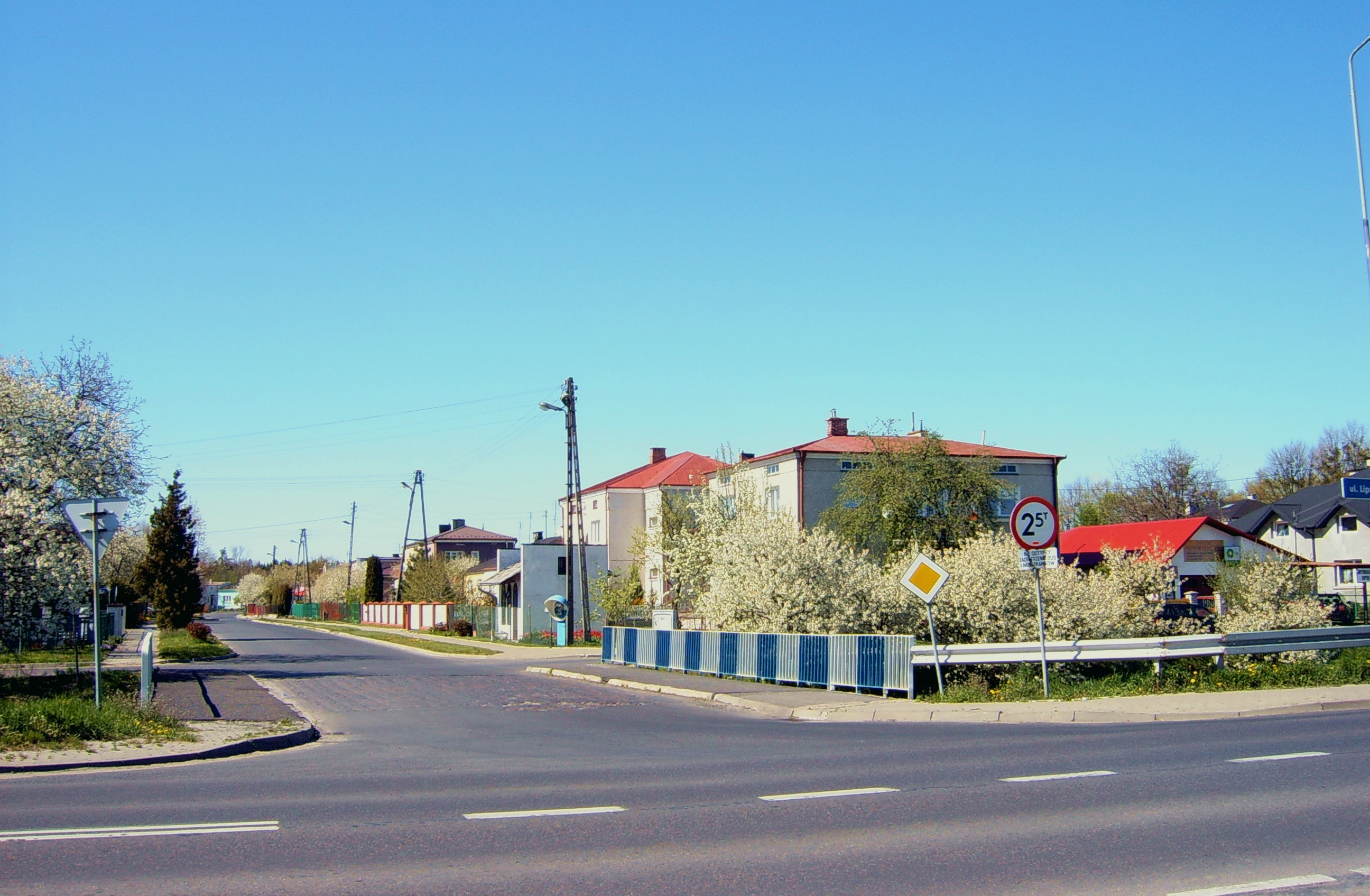
Zabudowa jednorodzinna (skrzyżowanie ulic Źródlanej i Lipskiej)
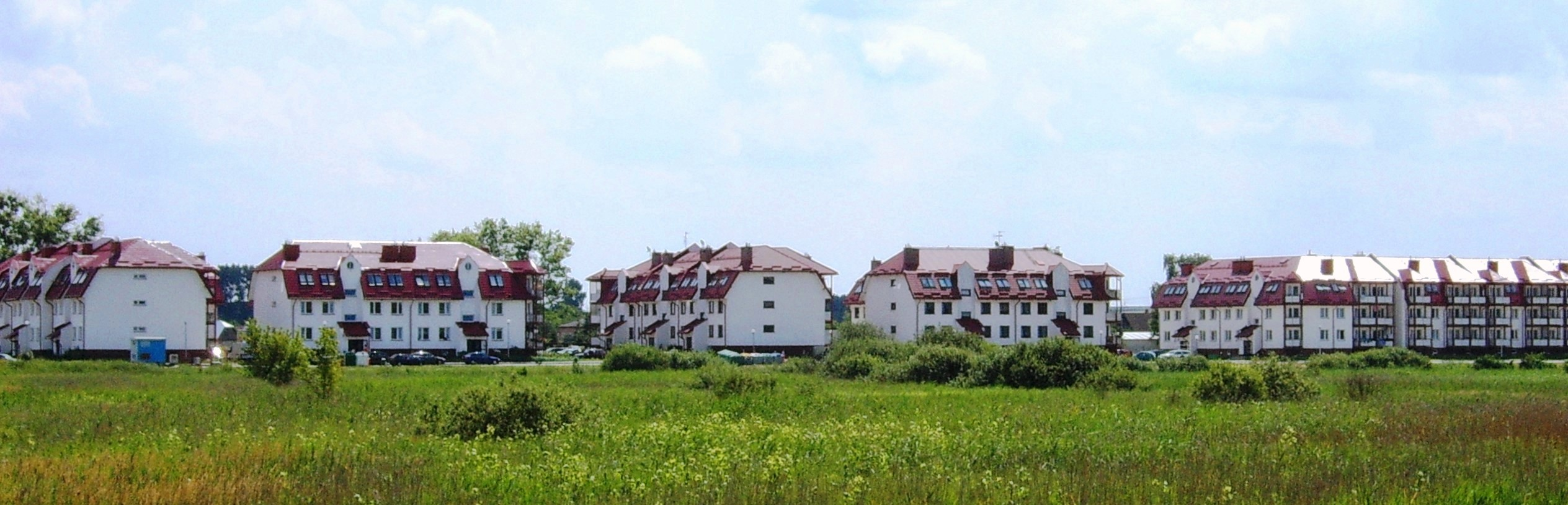
Bloki przy ul. Lipskiej
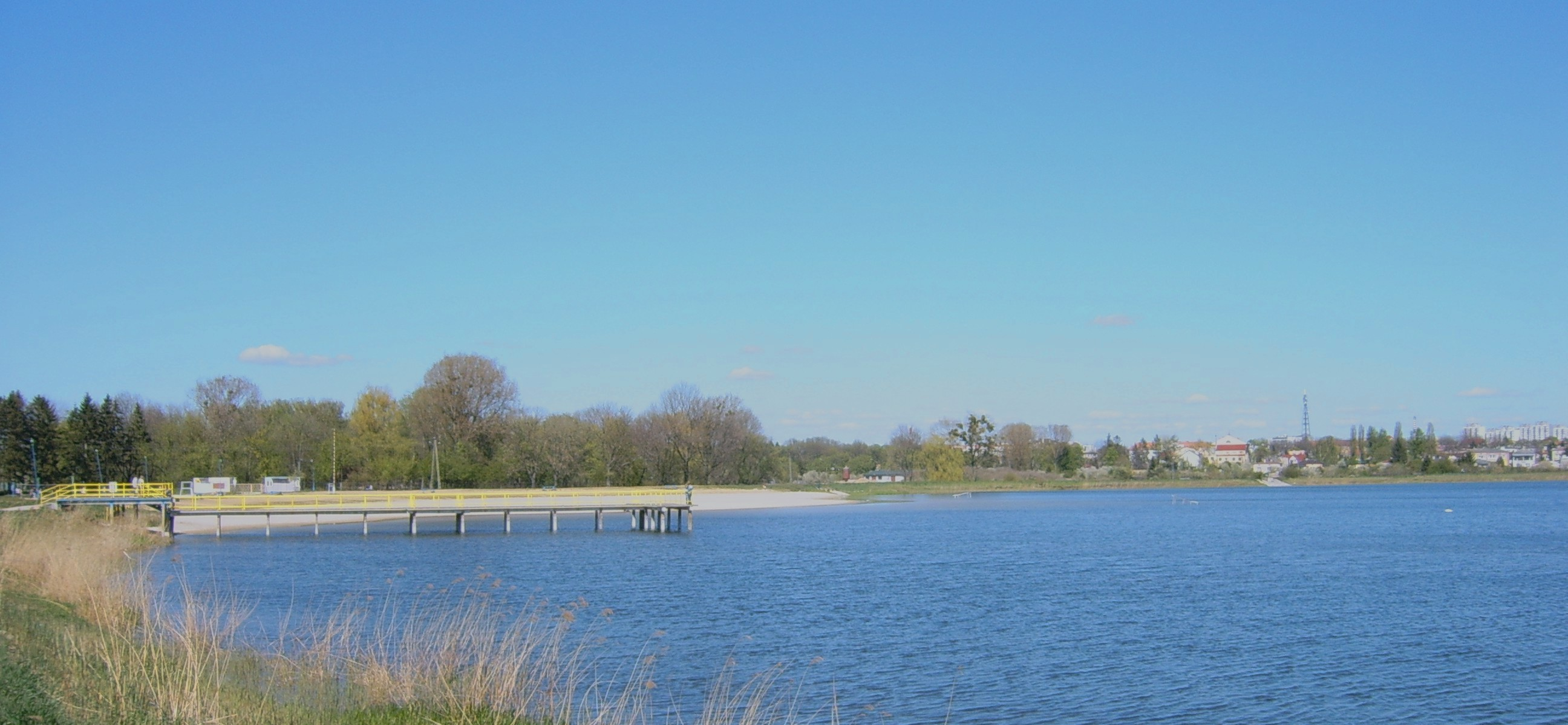
Zalew, cz. północna; widok na północny brzeg
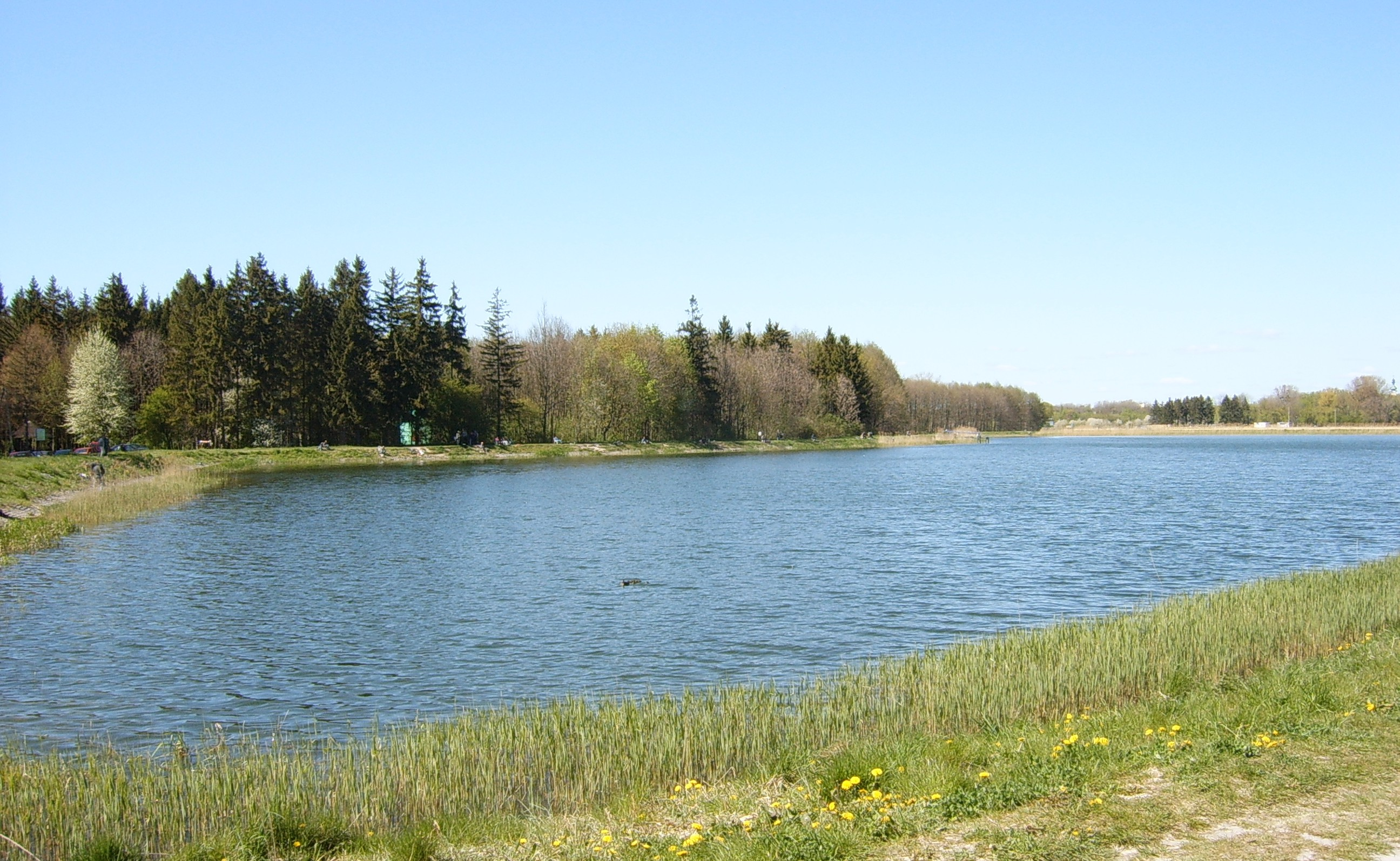
Zalew, cz. południowa; po lewej stronie las komunalny
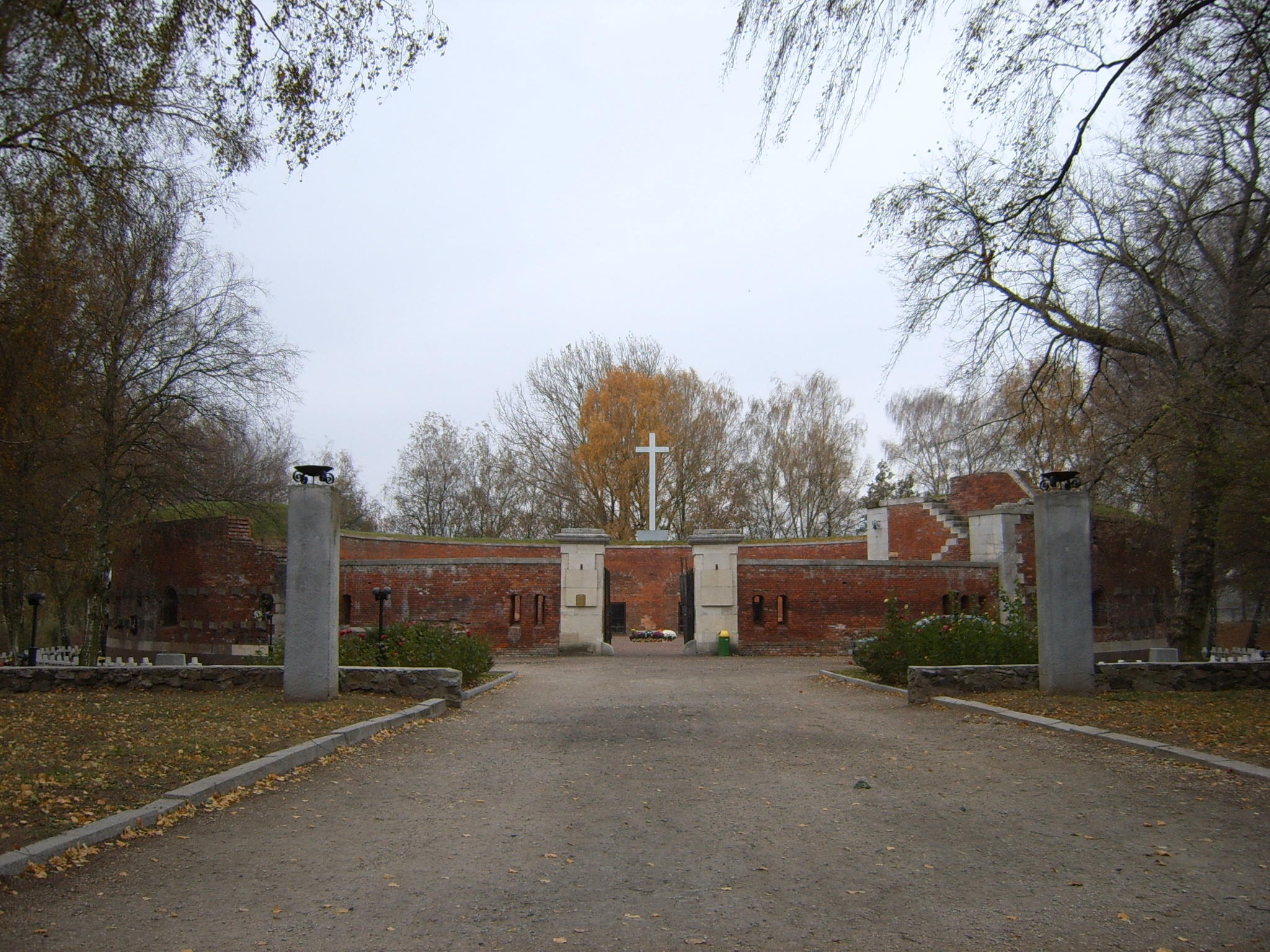
Rotunda Zamojska